# Rodolfo Ziberna
Rodolfo »Rudi« Ziberna, italijanski politik, * 29. november 1961, Gorica.
Od 26. junija 2017 je župan Občine Gorica.

## Življenje
Ziberna se je rodil v Gorici 29. novembra 1961. Starša sta begunca iz Pulja (oče) in Labina (mati). Mati Anita Glavicich (polatinjen priimek Glavičić) bila je učiteljica.